# ثوم أقحواني
الثوم الأقحواني (باللاتينية: Allium chrysantherum) نوع نباتي عشبي يتبع جنس الثوم من الفصيلة الثومية.

## الموئل والانتشار
ينتشر في بلاد الشام وتركيا والقوقاز.